# Christer Lind

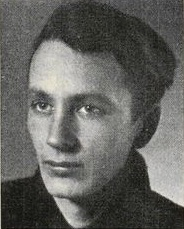
Christer Lind

Christer Lind, född 14 november 1912 i Gamlakarleby, död 13 augusti 1942 på Söderby sjukhus i Sverige, var en finländsk författare.
Lind växte upp i Vasa. Han var filosofie kandidat, utgav en enda diktsamling, Vindarnas bröllop (1940), i vilken influenser från fransk surrealism och stor kännedom om musikalisk impressionism. Det var en senmodernistisk föregångare som fick Hagar Olsson att tala om författaren som den största lyriska begåvningen efter Edith Södergran. 
Den postumt utgivna översättningsantologin Stigen och regnbågen (1943), med efterskrift av Yrjö Hirn och illustrationer av Ina Colliander, ger en bred bild av lyrik som skapats av olika naturfolk i Afrika, Nordamerika, Asien och den arktiska regionen. Med sin internationella orientering och sin gränsöverskridande kultursyn kom Lind bland annat att inspirera den unge Carl-Gustaf Lilius. 